# Surdoux
Surdoux é uma comuna francesa na região administrativa da Nova Aquitânia, no departamento de Alto Vienne. Estende-se por uma área de 3,88 km². Em 2010 a comuna tinha 47 habitantes (densidade: 12,1 hab./km²).